# Opius pickensanus
Opius pickensanus är en stekelart som beskrevs av Fischer 1965. Opius pickensanus ingår i släktet Opius och familjen bracksteklar. Inga underarter finns listade i Catalogue of Life.